# Rhenium(IV)-fluorid
Rhenium(IV)-fluorid ist eine binäre anorganische Verbindung aus Rhenium und Fluor.

## Herstellung
Die Synthese von Rhenium(IV)-fluorid erfolgt durch Disproportionierung von Rhenium(V)-fluorid. Daneben ist auch die Komproportionierung von Rhenium(VI)-fluorid mit elementarem Rhenium bei 550 °C möglich:
{\displaystyle {\ce {2 ReF6 + Re -> 3 ReF4}}}
Weiterhin kann Rhenium(IV)-fluorid durch Reduktion von Rhenium(VI)-fluorid mit Wasserstoff oder Schwefeldioxid hergestellt werden:
{\displaystyle {\ce {ReF6 + H2 -> 2 ReF4 + 2 HF}}}
{\displaystyle {\ce {ReF6 + SO2 -> ReF4 + SO2F2}}}
Hierbei entsteht als Nebenprodukt Fluorwasserstoff oder Sulfurylfluorid.

## Struktur und Eigenschaften
Rhenium(IV)-fluorid bildet blaue Kristalle mit tetragonaler Struktur; Zellparameter a = 1,012 nm, c = 1,595 nm.
Das Salz sublimiert im Hochvakuum bei ca. 300 °C.

## Reaktionen
Rhenium(IV)-fluorid korrodiert in der Hitze Glas. Mit Wasser wird es zu Rheniumdioxid und Fluorwasserstoff hydrolysiert.
{\displaystyle {\ce {ReF4 + 2H2O -> ReO2 + 4HF}}}
Rhenium(IV)-fluorid bildet mit den Fluoriden der Alkalimetalle Hexafluoridorhenat(IV)-Komplexe. Beispielsweise ergibt die Reaktion mit Kaliumfluorid das Kaliumhexafluoridorhenat(IV):
{\displaystyle {\ce {ReF4 + 2KF -> K2[ReF6]}}}